# Bądź pozdrowion, krzyżu święty

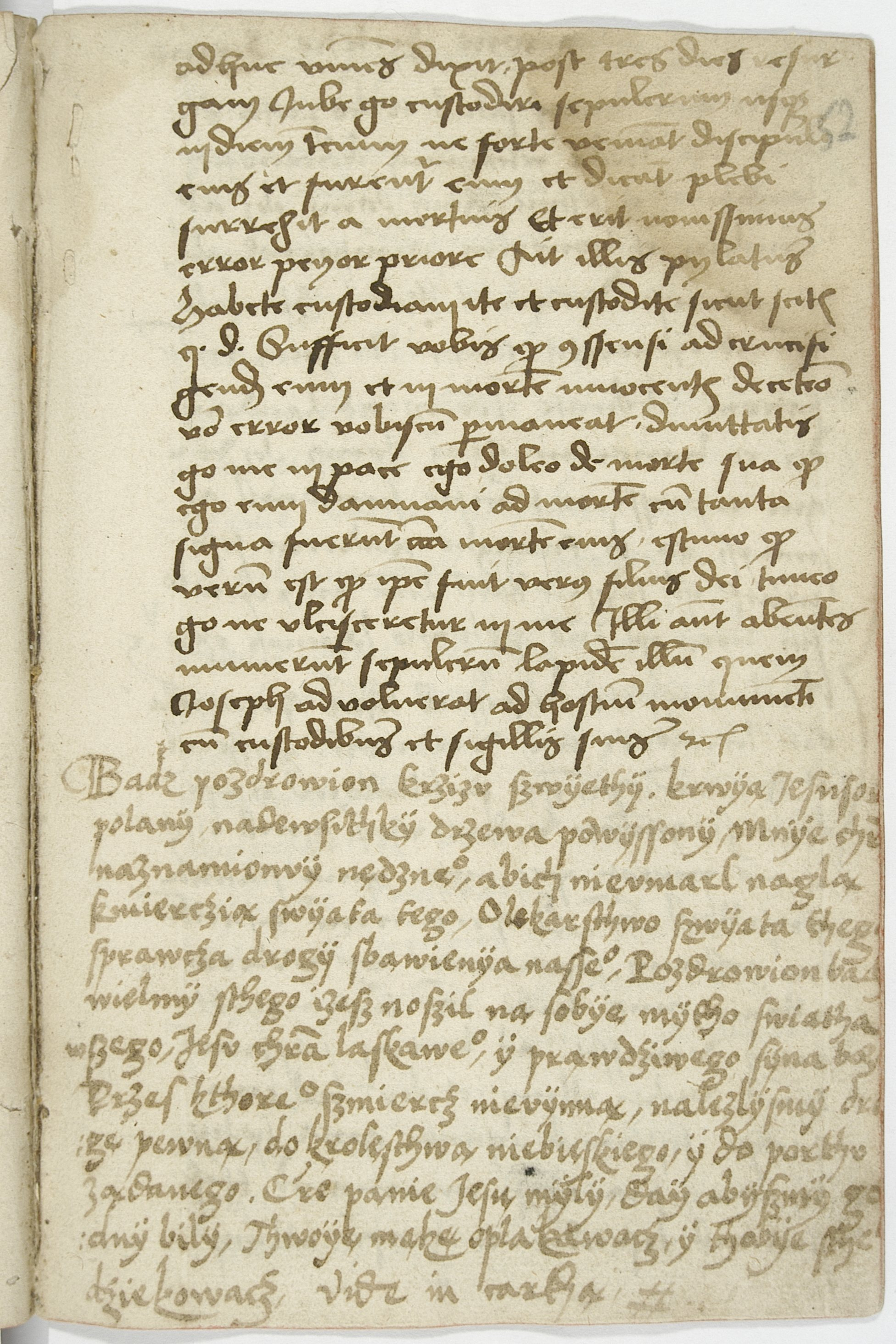
Fragment najstarszego zapisu pieśni z manuskryptu Biblioteki Narodowej

Bądź pozdrowion, krzyżu święty – incipit średniowiecznej pieśni religijnej nieznanego autorstwa. Tekst stanowi obszerną polską parafrazę łacińskiego hymnu Wenancjusza Fortunata (biskup Poitiers, później święty Kościoła katolickiego). Hymn ten, o incipicie Vexilla regis prodeunt, zamieszczano w brewiarzu z przeznaczeniem na Niedzielę Palmową.
Polska pieśń miała kilkanaście różnych odmian redakcyjnych, różniących się np. formą literacką – w niektórych występuje proza rymowana, w innych zastosowano układ wierszowany. Najstarsza znana wersja pochodzi z drugiej połowy XV w. (rękopis przechowywany jest w Bibliotece Narodowej, sygn. Rps 3039 I, karty 52v–54v). Inne wydanie, również pochodzące z drugiej połowy XV w., to śpiewnik bernardyński z Kobylina (przechowywany w Bibliotece Raczyńskich w Poznaniu). W tej odmianie pieśń ma układ wierszowany, składa się z 44 wersów podzielonych na strofy po 4 wersy każda.
Inne tytuły, pochodzące z incipitów różnych wariantów tekstu:
- O Krzyżu najświętszy, bądź pozdrowion,
- O święty krzyżu, bądź pozdrowion,
- Bądź pozdrowion Krzyżu Pana Wszechmocnego,
- Bądź pozdrowion, Krzyżu Pana Wszechmocnego,
- Bądź pozdrowion, Krzyżu Pana Wszechmocnego (trzy różne odmiany),
- O krzyżu święty, bądź pozdrowion.